# Anapsicomus aethroides
Anapsicomus aethroides là một loài bọ cánh cứng trong họ Cerambycidae.